# Шенандоа (дирижабль)
USS «Шенандоа» (ZR-1) — дирижабль ВМФ США жёсткой конструкции. Заказ был открыт в 1919 году.
На выделенные Конгрессом средства необходимо было построить для ВМС США два дирижабля жёсткой конструкции, а также воздухоплавательную базу в Лейкхерсте. За основу американские конструкторы взяли концепцию немецкого цеппелина L-49.
В июне 1923 года дирижабль был построен, однако на нём отсутствовали двигатели.

## Конструкция
Во внутреннем пространстве корпуса располагались двадцать десятиметровых отсеков, заполненных баллонами с гелием.
На корабле устанавливались шесть двигателей «Паккард» мощностью каждый по 300 л. с., но затем шестой двигатель демонтировали. Дирижабль развивал максимальную скорость в 97 километров в час. Диаметр корабля составлял 25 метров, длина — 208 метров.

## Первая авария и дальнейшие полеты
Для дальнейших испытаний в сложных метеорологических условиях дирижабль решили держать на мачте.
По стоящему на вышке кораблю ударил сильный порыв ветра. Дирижабль все ещё удерживали тросы и кабели. Командир корабля приказал сбросить балласт. За борт выбрасывалось всё, что было на дирижабле лишним: баки и некоторое оборудование. Затем завели двигатели, и дирижабль полетел.
Вскоре в Лейкхерст доложили, что дирижабль и его команда пережили этот шторм, который оказался сильнейшим за последние 50 лет. Дирижабль отремонтировали, а затем он совершил несколько рейсов.

## Катастрофа «Шенандоа»
Корабль решили перевести для участия в маневрах ВМФ США.
Несмотря на то, что командир воздушного корабля был категорически против этого, приказ командования пришлось выполнять.
Когда дирижабль был у штата Огайо, ему навстречу двигался сплошной грозовой фронт. Вскоре судно попало в циклон. Корабль начал подниматься, пока клапаны не раскрылись, и дирижабль начал падать.
Затем гондола управления оторвалась и упала на землю, а вскоре корабль разорвало на две части. К счастью, члены экипажа, находившиеся в корпусе, выжили.
По итогам катастрофы погибло 14 человек: 8 человек в гондоле управления, 6 человек погибли, когда развалился корпус корабля.
По результатам расследования, причиной катастрофы оказалась недостаточная прочность корпуса.